# الحاجی ضیوف
الحاجی اوسینو دیوف (فرانسوی: El Hadji Ousseynou Diouf‎؛ زادهٔ ۱۵ ژانویهٔ ۱۹۸۱) بازیکن فوتبال سابق اهل سنگال است.
وی همچنین در تیم ملی فوتبال سنگال بازی کرده است.
ضیوف دو بار به عنوان بازیکن فوتبال سال آفریقا در سال‌های ۲۰۰۱ و ۲۰۰۲ انتخاب شد.
او توانست با تیم لیورپول فاتح سه‌گانه شود

## افتخارات

### باشگاهی
لیورپول
- جام اتحادیه باشگاه‌های انگلستان: ۲۰۰۳[۲]

رنجرز
- لیگ برتر فوتبال اسکاتلند: ۲۰۱۱[۳]

### فردی
- بازیکن فوتبال سال آفریقا: ۲۰۰۱، ۲۰۰۲[۴]
- تیم منتخب جام جهانی فوتبال: ۲۰۰۲[۵]
- فیفا ۱۰۰[۶]